# Península de Corea
|  | Per a altres significats, vegeu «Corea (desambiguació)». |

Situació de Corea dins de l'Extrem Orient

Corea és una península de l'est d'Àsia. La frontera terrestre correspon gairebé totalment amb la República Popular de la Xina, excepte un petit tros al nord-est on voreja Rússia. La resta de la península està envoltada pel mar Groc i pel mar del Japó. Actualment (des de 1945) està dividida entre dos estats: Corea del Nord (comunista) i Corea del Sud (capitalista).

## Geografia

Imatge de satèl·lit de Corea

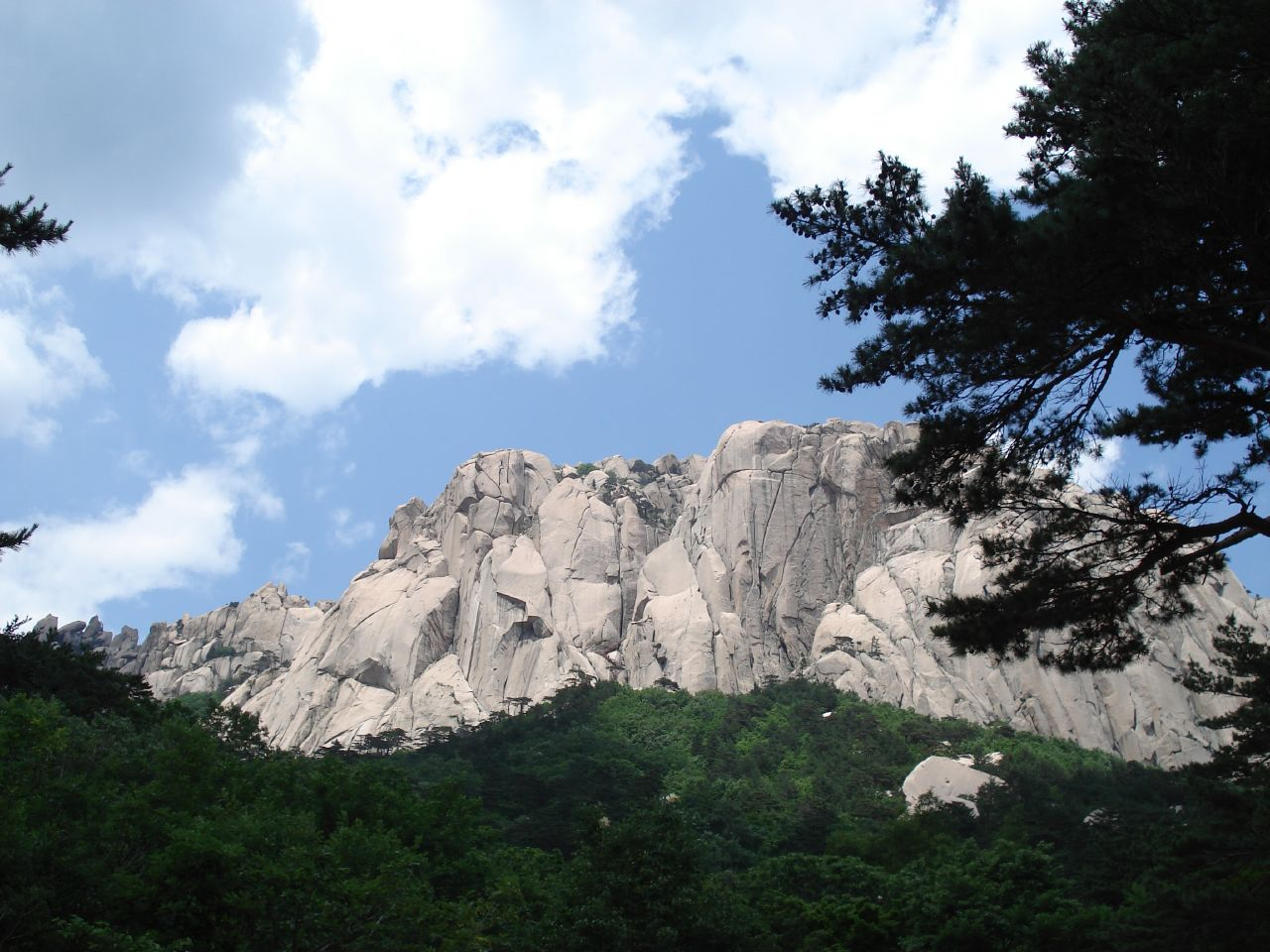
Vista de la muntanya Seorak

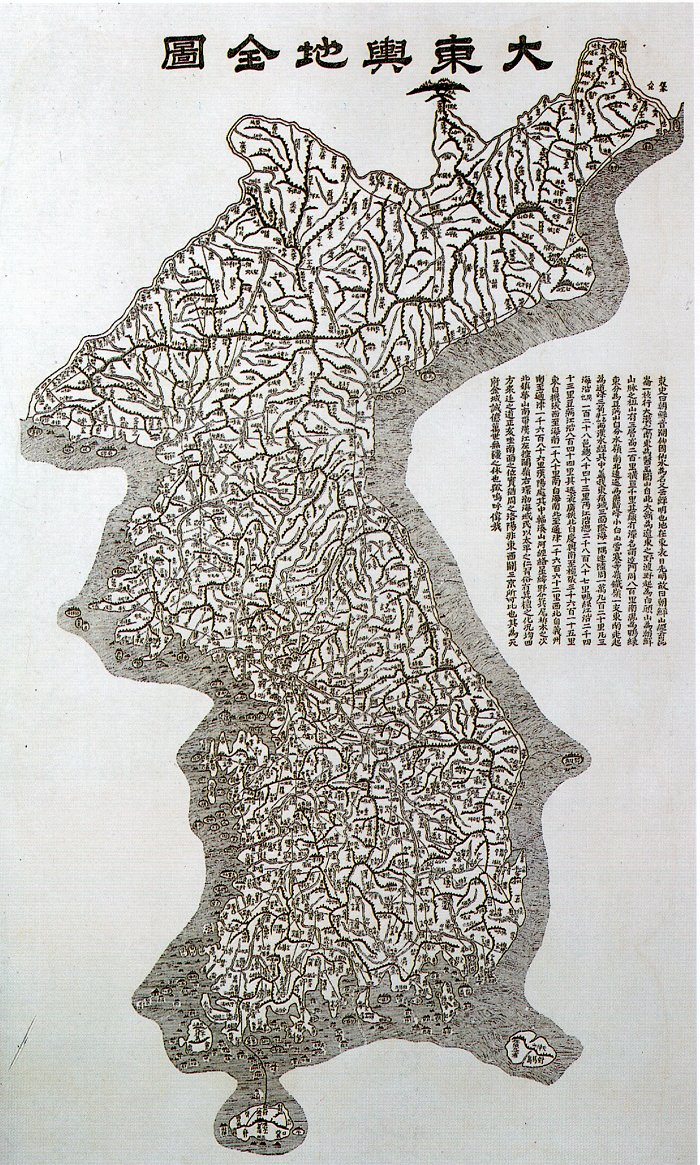
Daedongyeojido: aquest mapa de 1861 de Corea representa el cim de la cartografia premoderna a la regió.

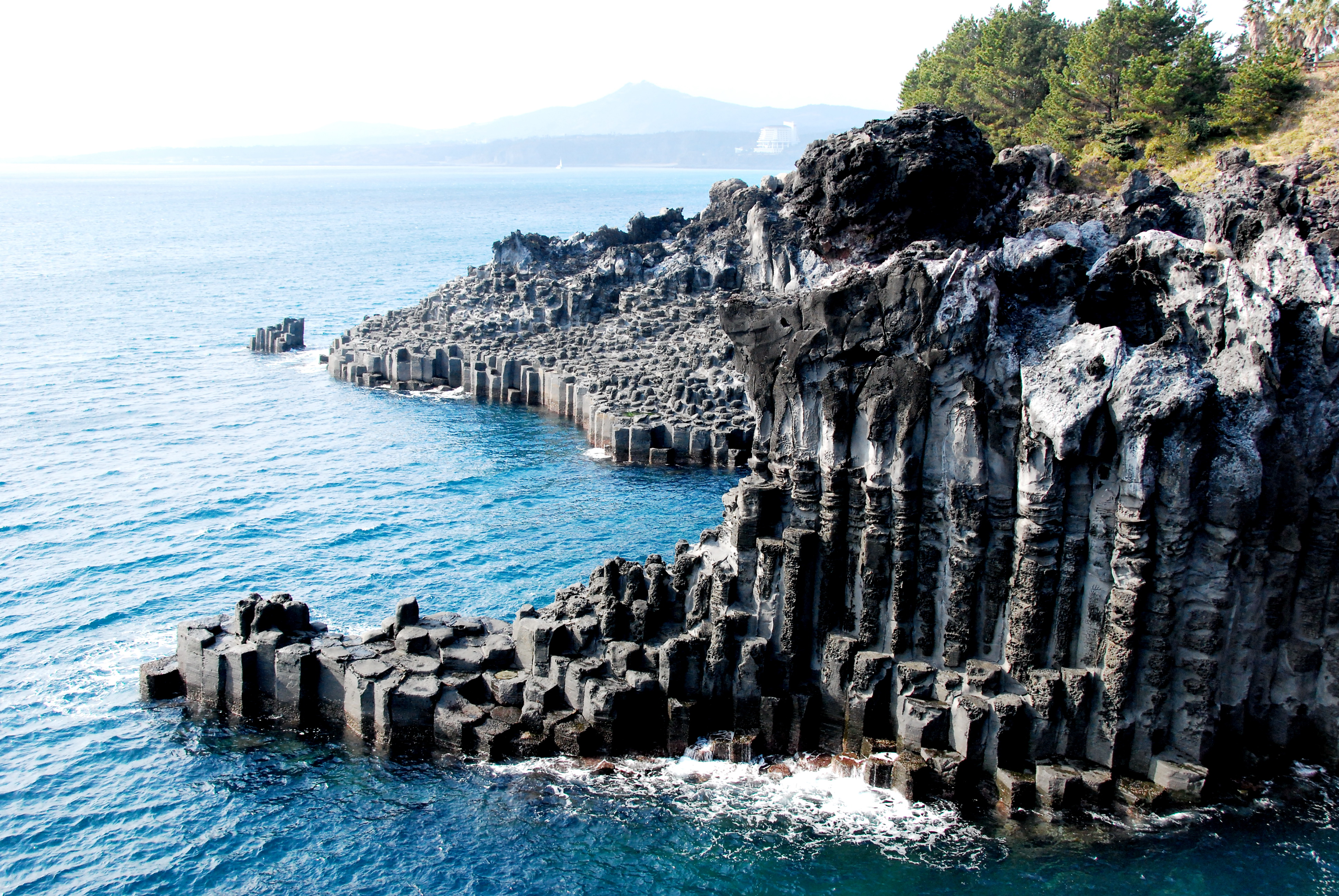
Costa de l'illa de Jeju

Corea consta d'una península i unes illes properes situades a l'est d'Àsia. La península s'estén cap al sud durant uns 1100|km des de l'Àsia continental fins a l'oceà Pacífic i està envoltat pel mar del Japó a l'est i el mar Groc (mar de l'oest) a l'oest, l'estret de Corea connectant els dos cossos d'aigua. Al nord-oest, el Riu Yalu separa Corea de la Xina i al nord-est, el Riu Tumànnaia la separa de la Xina i Rússia. Les illes notables són l'Illa de Jeju, l'illa d'Ulleung i les roques de Liancourt.
Les parts sud i oest de la península tenen planes ben desenvolupades, mentre que les parts oriental i nord són muntanyoses. La muntanya més alta de Corea és la muntanya Paektu (2.744 m), per on discorre la frontera amb la Xina. L'extensió sud del mont Paektu és una terra alta anomenada Gaema Heights. Aquesta terra alta va ser aixecada principalment durant l'orogènia cenozoica i coberta en part per matèria volcànica. Al sud de Gaema Gowon, successives altes muntanyes es troben al llarg de la costa oriental de la península. Aquesta serralada rep el nom de Baekdu-daegan. Algunes muntanyes importants són el mont Sobaek o Sobaeksan (1.439 m), Mont Kumgang (1.638 m), Mont Seorak (1.708 m), Mont Taebaek (1.567 m) i la muntanya Jiri (1.915 m). Hi ha diverses sèries muntanyoses secundàries inferiors la direcció de les quals és gairebé perpendicular a la de Baekdu-daegan. Es desenvolupen al llarg de la línia tectònica de l'orogènia mesozoica i les seves direccions són bàsicament nord-oest.
A diferència de la majoria de les muntanyes antigues del continent, moltes illes importants de Corea es van formar per activitat volcànica a l'orogènia cenozoica. L'illa de Jeju, situada a la costa sud, és una gran illa volcànica la muntanya principal de la qual, el mont Halla o Hallasan (1.950 m), és el més alt de Corea del Sud. L'illa d'Ulleung és una illa volcànica al mar del Japó, la composició de la qual és més felsica que Jeju. Les illes volcàniques solen ser més joves, com més va cap a l'oest.
Com que la regió muntanyosa es troba majoritàriament a la part oriental de la península, els principals rius tendeixen a fluir cap a l'oest. Dues excepcions són el riu Nakdong que flueix cap al sud i el riu Seomjin. Els rius importants que corren cap a l'oest són el riu Amnok, el riu Chongchon, el riu Taedong, el riu Han, el riu Geum i el riu Yeongsan. Aquests rius tenen grans planes inundables i proporcionen un entorn ideal per al cultiu d'arròs humit.
Les costes del sud i el sud-oest de la península formen un litoral ben desenvolupat, conegut com Dadohae-jin en coreà. Aquesta costa complicada ofereix març suaus i l'entorn tranquil resultant permet una navegació segura, la pesca i el cultiu d'algues. A més de la complexa línia de costa, la costa occidental de la península de Corea té una amplitud de marea extremadament alta (a Inchon, al voltant del mig de la costa occidental, la marea pot arribar a 9 m). S'han anat desenvolupant grans planes de marea a les costes sud i oest.

### Clima
Corea té un clima temperat amb comparativament menys tifons que altres països de l'Àsia oriental. A causa de la posició de la península, té un clima únic influenciat per Sibèria al nord, l'oceà Pacífic a l'est i la resta d'Euràsia a l'oest. La península té quatre estacions diferents: primavera, estiu, tardor i hivern.

#### Primavera
A mesura que la influència de Sibèria es debilita, les temperatures comencen a augmentar mentre l'alta pressió comença a allunyar-se. Si el temps és anormalment sec, Sibèria tindrà més influència a la península provocant un clima hivernal amb la neu.

#### Estiu
Durant el juny, a l'inici de l'estiu, sol haver-hi molta pluja a causa de la combinació de l'aire fred i humit del mar d'Okhotsk i l'aire calent i humit de l'oceà Pacífic. Quan aquests fronts es combinen, es produeix una anomenada estació de pluges amb dies sovint ennuvolats amb pluja, que de vegades és molt intensa. Els vents càlids i humits del sud-oest bufen provocant una humitat creixent i això fa que els fronts es desplacin cap a Manxúria a la Xina i així hi hagi menys pluges i això es coneix com a ple estiu; les temperatures poden superar 30 °C diàriament en aquesta època de l'any.

#### Tardor
En general, l'alta pressió és molt dominant durant la tardor, donant lloc a condicions clares. A més, les temperatures es mantenen altes però la humitat es torna relativament baixa.

#### Hivern
El clima és cada cop més dominat per Sibèria durant l'hivern i el corrent en raig es mou més al sud provocant una baixada de temperatura. Aquesta temporada és relativament seca amb una mica de neu de vegades.

## Demografia
El 2023, la població combinada de les Corees és d'uns 77,9 milions (Corea del Nord: 26,1 milions, Corea del Sud: 51,7 milions). Corea està poblada principalment per un grup altament homogeni ètnic, els coreans, que parlen la idioma coreà. El nombre d'estrangers que viuen a Corea també ha augmentat constantment des de finals del segle xx, especialment a Corea del Sud, on resideixen més d'1 milió d'estrangers. L'any 2006 es va estimar que només 26.700 de l'antiga comunitat xinesa queden ara a Corea del Sud. Tanmateix, en els darrers anys, la immigració de la Xina continental ha augmentat; 624.994 persones de nacionalitat xinesa han emigrat a Corea del Sud, incloses 443.566 d'origen d'origen coreà. També es troben petites comunitats de xinesos ètnics i japonès a Corea del Nord.

### Llengua

Hunminjeongeum, després anomenat Hangul.

El coreà és la llengua oficial tant de Corea del Nord com del Sud, i (juntament amb el mandarí) de la prefectura autònoma coreana de Yanbian a la província de Jilin, Xina. A tot el món, hi ha fins a 80 milions de parlants de la llengua coreana. Corea del Sud té uns 50 milions de parlants mentre que Corea del Nord uns 25 milions. Altres grans grups de parlants coreans a través de la diàspora coreana es troben a la Xina, els Estats Units, el Japó, l'antiga Unió Soviètica i altres llocs.
El coreà modern s'escriu gairebé exclusivament amb l'escriptura de l’alfabet coreà (conegut com a Hangul a Corea del Sud i Chosungul a la Xina i Corea del Nord), que es va inventar al segle XV. El coreà de vegades s'escriu amb l'addició d'alguns caràcters xinesos anomenats Hanja; tanmateix, això només es veu ocasionalment avui dia.

## Història
Vegeu Llista de reis de Corea
La història antiga n'és controvertida. No hi ha documents contemporanis i, així, els coreans estableixen una dinastia nacional derivada d'una ètnia de semidéus que va formar el Regne de Joseon (Chosun), mentre que els xinesos atribueixen la fundació del regne a un xinès que va viatjar al país el 1122 aC, anomenat Ki Tze (Gi Ja en coreà), on la gent vivia en coves en estat primitiu, i entusiasmats per la seva saviesa el van proclamar rei. El seu regne es va dir Chao Hsien. Les llistes dels reis són tradicionals (i oposades l'una amb l'altra) i no tenen cap comprovació històrica.
El darrer príncep en fou Lee Ku.

## Conquesta mongola
Els mongols van conquerir la capital coreana Kai-syeng (nord-est de la moderna Seül) el desembre del 1231, i el país va quedar sota protectorat mongol, governat per 72 darugatchi, però aquestos foren massacrats el 1232 per ordre del rei de Corea Ko-tjong, que es va refugiar tot seguit a l'illot de Kang hua, a l'oest de Seül (juliol del 1232).
L'exèrcit mongol d'Ogodai, que va anar a la Xina contra la dinastia Song el 1236, es va dividir en quatre parts, una de les quals va anar a ocupar sòlidament Corea (1236), però la cort coreana es va mantenir a l'illot i encara que després de 1241 va enviar ambaixades declarant el seu vassallatge, va restar durant trenta anys sense control.

## Guerra entre Corees
Durant la guerra freda que va enfrontar el bloc comunista i el bloc capitalista arreu del món, Corea es va dividir en dos estats. La Guerra de Corea no va ser només civil, sinó, i principalment, una guerra internacional.
Estats Units va entrar a la guerra quan l'URSS de Stalin va intentar ocupar territoris de l'est d'Europa; l'URSS havia dit als sectors capitalistes mundials que no volia expandir el comunisme pel món, i aquests es van creure aquest canvi de rumb portat a terme durant l'estalinisme. La por dels capitalistes davant "l'amenaça roja" va tornar a aflorar quan l'URSS va voler annexionar-se territoris com altres estats vencedors de la guerra van fer (aliats). EUA, però, va veure en aquesta acció un procés terrible per a la vella Europa, l'entrada del bloc comunista. EUA, que ja havia intervingut al Pacífic en altres ocasions, en contradicció amb la seva política aïllacionista, va iniciar la guerra freda al bloc oposat.
Els dos blocs, sobretot l'URSS i EUA, van iniciar una guerra cruenta però deslocalitzada i sovint més diplomàtica que violenta (els míssils de Cuba, etc.) a altres estats. S'iniciava la guerra freda que acabaria donant com a vencedor els EUA.
La guerra a Corea entre els dos blocs va fer que el país es dividís en dos estats. Corea del Nord, recolzada, afavorida i manada per l'URSS, i Corea del Sud, un estat amb pocs recursos a qui EUA va donar suport i que va voler expandir al nord. Els dos sistemes volien ser hegemònics en els dos estats, però la guerra no va aconseguir cap vencedor, ans al contrari, va aconseguir dividir un estat en dos països tan diferents (comunista el nord, i capitalista Corea del Sud) que encara no s'han tornat a reconciliar i a unir des de llavors.

## El cas d'Alemanya i la possible unió dels dos estats
Mentre que la RFA i la RDA s'unien en un estat (capitalista), les dues Corees no debaten res i cada cop se separen més. La seva història és comuna, però la guerra les fa irreconciliables, els dos sistemes és gairebé impossible que convisquin junts, i fins que un d'aquests sistemes no caigui en un dels dos estats no es podran unir; encara que el nord sigui un estat tancat, el comunisme que es porta allà seguint les teories de la societat justa que propagava Marx dista molt d'això, més aviat ha esdevingut una dictadura personalista autàrquica, que no d'economia comunista o planificadora. O dit d'una altra manera, que al món no hi ha comunisme ni la seva fi en el nord pot ser el causant d'una possible unió entre els dos estats; és la caiguda de la dictadura o dels "residus" dictatorials del nord els que han de caure perquè la societat del sud i els germans del nord tornin a conviure, si així ho decideixen i volen, en un estat únic.

## Corea del Sud
Corea del Sud és un dels "dracs asiàtics" pel seu creixement econòmic dut a terme durant la dictadura.
Actualment, la societat (confucionista com sempre) s'està liberalitzant; això sí, sense deixar de banda la seva personalitat i història característica; encara que uns quants experts en viatges diuen que la modernitat i la tradició no estan reconciliats a Corea del Sud i que això la fa especial.
Algunes coses que ens arriben de Corea són algunes pel·lícules com Host. El CEII de la UAB fa cursos sobre cinema sud-coreà per tal d'entendre la tradició coreana i la seva forma de viure.